# Nacionałna Arena „Toše Proeski”
Nacionałna Arena „Toše Proeski” (cyr. Национална Арена „Тоше Проески”) – wielofunkcyjny stadion położony w Skopju, stolicy Macedonii Północnej. Został on nazwany na cześć macedońskiego piosenkarza, Toše Proeskiego, który zginął w tragicznym wypadku samochodowym w Chorwacji.
Na co dzień na tym stadionie grają swoje mecze Wardar Skopje, FK Rabotniczki Skopje oraz reprezentacja Macedonii. Na stadionie może zasiąść ponad 35 tysięcy widzów. Obiekt oddano do użytku w 1947 roku.
Do 2009 roku stadion nazywał się „Stadion Miejski Skopje” (mac.: Градски стадион Скопје). W latach 2009–2019 patronem obiektu był Filip II Macedoński, władca i budowniczy potęgi starożytnej Macedonii – okoliczność ta pogłębiała konflikt Republiki Macedonii z Grecją.
8 sierpnia 2017 rozegrano tu mecz o Superpuchar Europy UEFA 2017.
W kwietniu 2019 roku, wskutek odwilży w stosunkach grecko-macedońskich, postanowiono zmienić patrona stadionu, którym został Toše Proeski.